# Bassin de Nihewan
Le bassin de Nihewan (chinois simplifié : 泥河灣 ; pinyin : Níhéwān) est un bassin sédimentaire situé environ 150 km à l'ouest de Pékin, à cheval sur les provinces du Hebei (xian de Yangyuan) et du Shanxi (xian de Yanggao), dans le Nord de la Chine. La région compte plus d'une centaine de sites préhistoriques, qui ont livré de très nombreux vestiges lithiques et quelques fossiles humains, sur une période couvrant tout le Paléolithique depuis 1,66 million d'années.

## Géologie et climat
Le bassin de Nihewan est une formation géologique située environ 150 km à l'ouest de Pékin, d'une superficie d'environ 240 km2 (avec une longueur de 82 km sur une largeur moyenne de 27 km), arrosée par la rivière Sanggan, un affluent de la rivière Hai. Le bassin, aujourd'hui assez sec et sans arbres, appartient à la bordure orientale de la vaste zone de lœss du Nord de la Chine. Certaines parties du bassin ont toutefois été mises en culture,,.
Au Pliocène et au Pléistocène, des sédiments lacustres et des limons fluviaux se sont déposés sur la roche sous-jacente. Ces matériaux forment le fond du bassin. Une fine poussière, appelée lœss, apportée par le vent d'ouest, s'est déposée sur le sol lors des glaciations quaternaires. Les sédiments ont recouvert des vestiges archéologiques de différentes époques.
Le fond du bassin était encore rempli par un lac il y a 40 000 à 30 000 ans, mais l'eau a disparu car le climat est devenu plus sec. Selon des études géologiques, le niveau du lac a fortement fluctué au cours des deux derniers millions d'années, en raison des changements tectoniques et climatiques dans la région. Durant les périodes sèches, la région était une steppe parsemée d'arbustes,,.

## Historique

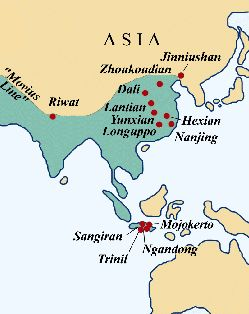
Distribution dHomo erectus en Asie.

En 1923, le géologue américain George Barbour explore le bassin de Nihewan et remarque les sédiments du lac asséché. Cependant, il évalue mal l'âge de l'ancien lac et ne trouve pas les traces qu'il recherche sur le terrain. C'est pourquoi il invite les jésuites et paléontologues français Émile Licent et Pierre Teilhard de Chardin, alors en poste à Pékin, à explorer le bassin. Ceux-ci estiment le temps d'assèchement du lac à plus d'un million d'années et trouvent les premières traces d'activité humaine : des outils lithiques estimés parmi les plus anciens connus jusque-là. Alors qu'ils sont sur le point de commencer les fouilles, la nouvelle de la découverte de l'Homme de Pékin, à Zhoukoudian, près de Pékin, éclate et les fouilles sont immédiatement annulées,.
Le découvreur en 1929 de la première calotte crânienne de l'Homme de Pékin est le paléoanthropologue chinois Pei Wenzhong, dont le statut a considérablement augmenté grâce à cette découverte. Il se souvenait des vestiges lithiques du bassin de Nihewan, mais refusait d'accepter leur âge ancien. Il usa de son influence pour empêcher la poursuite des fouilles de Nihewan. Ce n'est qu'en 1981 que le paléontologue chinois Wei Qi découvrit un grand site d'occupation préhistorique près du village de Donggutuo. Il apporta des échantillons à Pei pour examen et Pei dut reconnaitre la découverte, avant de mourir quelques jours plus tard d'une crise cardiaque.
Le bassin de Nihewan a donné son nom à une espèce de rhinocéros laineux, Coelodonta nihowanensis.

## Principaux sites préhistoriques
Plus d'une centaine de sites préhistoriques sont répertoriés dans le bassin de Nihewan, couvrant une période allant de 1,66 million d'années à 10 000 ans avant le présent (AP). Environ 40 de ces sites sont datés de plus d'un million d'années.
Le premier site de fouilles dans le bassin est Xiaochangliang, où d'abondants fossiles d'animaux ainsi qu'un crâne et des dents humaines ont été découverts. Sa dernière datation est de 1,36 million d'années. Un autre site très étudié est Donggutuo, dont les traces d'activité humaine remontent à 1,1 million d'années,. Majuangou a été daté de manière fiable de 1,66 million d'années et Banshan de 1,35 million d'années. Le site de Xujiayao-Houjiayao, découvert en 1974 et daté d'environ 180 000 ans, a livré des fossiles humains présumés dénisoviens. Les principaux sites archéologiques du bassin sont présentés dans le tableau ci-dessous. Parmi les sites moins connus, on peut citer Banjing, Hutouliang, Madigou, Nanmo, Putaoyuan, Qingeiyao, Shage, Shangshazui, Shenquansi, Xiantai, Xigou, Xihaimaying, Xinmiaozhuang, Xuijapo, Youfang, Yuerjian, Yujiagou et Zhlyn,.
| Nom                | Datation (Ma) | Vestiges                                                          |
| ------------------ | ------------- | ----------------------------------------------------------------- |
| Banshan            | 1,35          | -                                                                 |
| Cenjiawan          | 1,1           | outils lithiques                                                  |
| Donggutuo          | 1,1 ,         | fossiles d'animaux, outils lithiques                              |
| Feiliang           | 1,2           | fossiles d'animaux, outils lithiques                              |
| Huojiadi           | 1,0           | fossiles d'animaux, outils lithiques                              |
| Majuangou          | 1,66          | fossiles d'animaux, outils lithiques                              |
| Maliang            | 0,8           | fossiles d'animaux, outils lithiques                              |
| Shangshazui        | 1,65          | fossiles d'animaux, outils lithiques                              |
| Xiaochangliang     | 1,36          | fossiles d'animaux, outils lithiques, crâne et dents humains      |
| Xujiayao-Houjiayao | 0,18          | fossiles d'animaux, outils lithiques, fragments de crâne et dents |

## Analyse
Les sites archéologiques les plus anciens du bassin de Nihewan illustrent la présence précoce de l'Homme en Chine. La position du bassin de Nihewan dans le Nord de la Chine laisse envisager la possibilité d'une route nord pour la traversée de l'Asie depuis le Moyen-Orient vers la Chine.